# 國泰航空33號班機空難
國泰航空033號班機是一班由香港啟德機場前往泰國曼谷及印度加爾各答的定期航班，並中停南越西貢。1967年11月5日，該航班於啟德機場起飛時因機件故障，失控衝落土瓜灣對出的九龍灣水域，造成一名越南籍女乘客死亡，40人受傷。

## 經過
當天早上10時31分，機身編號VR-HFX的033號班機滑行至13跑道待命起飛。3分鐘後，飛機開始於跑道滑行。飛航工程師將四個引擎的馬力調節至最大後，機長增加引擎功率至1.5 EPR（Engine Pressure Ratio或「發動機壓力比」，即是排氣壓力與進氣壓力的比例），飛機正常地加速，可是機長發現飛機的速度卻低於120節並曾發生強烈震動，並越來越嚴重。於是，機長果斷地決定中止起飛，並立即剎停飛機。雖然如此，從剎停飛機的指令開始，到飛機反向推力生效，中間約有四至五秒的遲延。飛機的速度沒有明顯下降，到了133節的指示空速以後，兩秒內更緩慢上升至137節，然後飛機才開始減速。兩位飛行員施加最大制動，但沒有人感覺到飛機的放滑制動正在生效。
飛機在減速開始後，一度向前進，但後來飛機偏向右方。飛行員嘗試用方向陀矯正方向，但仍然失敗，於是同時使用差分制動（在兩個方向陀踏板上施加不同的力量），而且去到右側制動完全放鬆的地步。在完全使用左側制動、左方向陀以及完全向左的側向操作之下，飛機仍然向右偏離，最終飛機衝出跑道，越過草坪與防波堤而衝下海中。四具發動機在衝下海的時候分離，機頭插進水中，地板以上的機身，在駕駛室與機翼前緣之間斷為兩截。飛機向右旋轉，最終在離開防波堤四百英尺的地方停下。

## 原因
- 由於右鼻輪分離，飛機失去方向性的控制；
- 由於使用差分制動，再加上飛機受損，重量也超出加減速計算時的數值，與及遇上增強的順風，飛機無法在有限的跑道長度制動。

## 事故之後
現時，國泰航空同一時段前往曼谷的航班以CX713稱呼，而且不停胡志明市(西貢市於1975年改名為胡志明市)；而前往胡志明市的航班被編號為CX767。

## 外部連結
Aviation Safely Network （页面存档备份，存于）